# Rómulo Cúneo Vidal
Juan Rómulo Cúneo Vidal (Arica, 24 de junio de 1856 - Callao, 8 de abril de 1931), intelectual peruano que escribió libros sobre historia peruana, literatura, biografía, toponimia y heráldica. Usaba el seudónimo de Juan Pagador. Dominaba los idiomas quechua, aymara, francés, griego, italiano, inglés.

## Biografía
Fue bautizado en la iglesia matriz de San Marcos de Arica por el párroco Felipe Mazuelos. Sus padres fueron Luis Cúneo y Rosario Vidal. Su padrino fue Juan Vaccaro. 
Cursó estudios escolares en su ciudad natal y en Tacna. En 1864 viajó a Europa, donde cursó sus estudios superiores, específicamente en el Instituto Técnico de Milán y el Instituto de Altos Estudios de París.
Regresó al Perú en 1881, encontrando su ciudad natal ocupada por el ejército chileno. No obstante, se quedó allí y editó el periódico peruanista Los Andes (1882). Colaboró también en otros diarios. Se casó con Elisa Harrison.
En 1893 existía en Tacna la logia peruana “Constancia y Concordia”, presidida por Rómulo Cúneo Vidal, con la finalidad de conservar los valores peruanos en las provincias ocupadas por Chile. En 1904 la logia acogió a las integrantes de las logias ariqueños "Fraternidad Universal" y "Morro de Arica", compuesta por peruanos, que desaparecieron en Arica.
Fue cónsul del Perú en Antofagasta, donde también representó los intereses de Bolivia (1903-1908). Se dedicó activamente al comercio y pasó a ser agregado comercial en las legaciones peruanas de Londres (1908-1909) y Roma (1909-1911). Cuando retornó al Perú, se instaló en Lima y se consagró a los estudios históricos. 
Participó en las campañas plebiscitarias de 1925 y 1926 a favor del Perú, para que las provincias de Tacna y su natal Arica se reincorporaran a territorio peruano.
Tras la firma del Tratado de Lima en 1929 enunció sobre Arica: "Me han desgarrado la mitad de mi corazón...Pero confiemos en el porvenir" y sobre Tacna indica: "pequeña Atenas de América, el Perú tiene una deuda pendiente con esta patria chica".
Publicó sus artículos históricos en el Boletín de la Sociedad Geográfica, la Revista Histórica y el diario El Comercio. En otras revistas y diarios aparecieron sus trabajos literarios, firmados con su seudónimo de Juan Pagador. 

## Obras

### Prosa literaria
- Pagadorianas. La mujer en la literatura (1892)
- España. Impresiones de un sudamericano (1911)
- Cristóbal Colón, genovés (1921)
- Tierra Santa (1925).

### Historia
- Historia de las insurrecciones de Tacna por la independencia del Perú (1921 y 1977)
- Vida del conquistador Francisco Pizarro y de sus hermanos (1931 y 1977)
- Historia de la fundación de la ciudad de San Marcos de Arica (1977)
- Historia de los antiguos cacicazgos hereditarios del Perú (1977)
- Leyendas de Arica, Tarapacá y Atacama (1977)
- Precursores y mártires de la Independencia del Perú (1977)
- Enciclopedia incana (1977)
- Diccionario histórico-biográfico del sur del Perú (1977).

Otras obras suyas se mantienen inéditas: El monstruo e Hijas de virreyes (novelas); Atahualpa (drama histórico en dos actos); Víctor G. Mantilla, un poeta de los días del
cautiverio; y En pleno azur, libro de los diálogos del almo Perú.